# Anastasia Ivleyeva
Anastasia Viacheslavovna Ivleyeva (en ruso: Анастасия Вячеславовна Ивлеева; nacida el 8 de marzo de 1991), más conocida como Nastia Ivleyeva (Настя Ивлеева), es una presentadora de televisión, actriz y bloguera rusa. También presentó el programa de televisión ucraniano Oryol i Reshka en los canales Inter y Friday!.

## Biografía
Ivleeva nació el 8 de marzo de 1991 en el pueblo de Razmetelevo, en el óblast de Leningrado. Después de terminar la escuela, ingresó a la Facultad de Publicidad y Relaciones Públicas de la Universidad Estatal de San Petersburgo. En ese entonces, solía trabajar como manicurista y anfitriona en lugares de entretenimiento. En 2015, Ivleeva se mudó a Moscú, donde consiguió un trabajo como gerente de un concesionario de automóviles e ingresó a la escuela de televisión Ostankino TV.
En el 2013 comenzó un blog en Instagram. Las primeras publicaciones de Ivleeva se dedicaron a los deportes hasta que más tarde, comenzó a grabar videos cortos y humorísticos. En abril de 2021, su cuenta principal en Instagram (_agentgirl_) cuenta con más de 18 millones de seguidores, mientras que su segunda página más personal (nastyaivleeva) tiene más de 7,1 millones de seguidores. En TikTok, la audiencia de Ivleeva asciende a 6,1 millones de seguidores. Además, Ivleeva tiene un canal de YouTube con más de 4,13 millones de suscriptores. El contenido incluye vlogs de estilo de vida y viajes, el programa de entrevistas AGENTSHOW estrenado en 2018 y Z.B.S. SHOW (abreviatura en ruso de Stars. Abuelas. Apuestas). Lanzado en el verano de 2020. Toda la producción de video en el canal es supervisada personalmente por Iveleva.
Fue la sexta rusa que más ganó en Instagram en el 2020.
En diciembre de 2023, organizó la "Fiesta Casi Desnuda" que provocó amplias críticas por parte de fuentes del gobierno ruso y activistas conservadores rusos, lo que llevó a Ivleeva a emitir dos vídeos de disculpa.

## Carrera

### Trabajo televisivo
En el otoño de 2016, Nastya Ivleeva, junto con el bloguero Eldar Dzharakhov y el presentador de la serie web This is Horosho, Stas Davydov, se convirtieron en los presentadores del reality show «Можно всё» (Todo es posible), en el canal U.
En la primavera de 2017, Ivleeva fue invitada a presentar el programa de televisión ucraniano Oryol i Reshka. Perezagruzka (Cara y cruz. Reload) se emitió en Ucrania en el canal Inter TV y en el canal Friday!, propiedad del holding Gazprom-Media en Rusia. Su coanfitrión fue el DJ y showman ucraniano Anton Ptushkin. Según Ivleeva, fue su popularidad en Instagram lo que allanó el camino a la televisión. A finales de 2018, el proyecto llegó a su culminación y Nastya Ivleeva anunció su retirada del programa.
A finales de septiembre de 2017, Ivleeva, junto con Ida Galich, organizó la alfombra roja de la 5ª ceremonia de entrega de los Premios MusicBox-2017 Real.
En 2018, fue coanfitriona de los MUZ-TV Music Awards, asumiendo el papel que había sido interpretado durante mucho tiempo por Lera Kudryavtseva. Ivleeva también fue la anfitriona del premio Major League de New Radio.
En 2019, Ivleeva regresó a Oryol i Reshka para una temporada especial llamada Ivleeva VS Bednyakov, donde su coanfitrión fue Andréi Bednyakov, actor y presentador de televisión ucraniano. En el verano de 2020, hizo otro regreso como presentadora del programa después de que quedaran 690 mil comentarios bajo la publicación del canal de televisión pidiendo que Ivleeva volviera al proyecto.
En febrero de 2019, el Friday! estrenó una nueva comedia, Tourist Police, protagonizada por Nastya Ivleeva. Los actores Mikhail Bashkatov, Sergei Pioro y Alexander Lyapin se unieron a ella en el reparto.
En 2019, Ivleeva recibió dos premios de la industria televisiva rusa, TEFI. Fue reconocida en las categorías 'Mejor presentadora de programa de entretenimiento en horario estelar' y 'Mejor programa de entrevistas de entretenimiento en horario estelar. El segundo premio fue otorgado por el programa Agent Show (transmitido en el canal Friday!) que superó, entre otros, a Secret for a Million (NTV) y Tonight (Channel One). Agent Show, la versión televisiva del proyecto de YouTube, AGENTSHOW, se había transmitido el viernes! canal desde febrero de 2019.

### Colaboraciones con marcas y publicaciones de medios
Ivleeva ha protagonizado anuncios para el operador de telecomunicaciones Beeline y el fabricante de cosméticos MAC. En el 2016, apareció en la portada de la revista Maxim. El 21 de agosto de 2018, el periodista ruso Yuri Dud publicó una entrevista con Nastya Ivleeva en su canal de YouTube, vDud.
En septiembre de 2018, Nastya Ivleeva fue portada de la revista Cosmopolitan, y en junio de 2019, de la revista Glamour y en marzo de 2021, de la versión rusa de la revista Playboy.
En el verano de 2019, Ivleeva respaldó la campaña comercial conjunta del minorista ruso Magnit y el fabricante estadounidense de bebidas Pepsi. Como parte de su embajadora, Nastya lanzó el reto Dance in Pepsi Style en TikTok, que obtuvo 100 millones de visitas. Ese mismo año, se puso en marcha otro proyecto de colaboración entre PepsiCo y Nastya Ivleeva dentro de la cadena de tiendas Magnit, en el que creó patatas fritas Lay's de edición limitada.
En 2020, Nastya Ivleeva apareció en el video 33 Questions, un proyecto de Vogue Rusia para su canal de YouTube. En el mismo año, protagonizó un comercial de la compañía rusa de telecomunicaciones, MTS.
Durante el confinamiento implementado tras el aumento de la pandemia de COVID-19, Ivleeva lanzó una serie de transmisiones diarias en vivo en Instagram invitando a invitados famosos como coanfitriones. En mayo de 2020, Instagram anunció la lista de cuentas con el mayor número de espectadores de transmisiones en vivo. Nastya Ivleeva apareció en esa lista, sus mejores estadísticas se registraron en abril. También durante el confinamiento, Ivleeva lanzó un proyecto benéfico para apoyar a las pequeñas y medianas empresas. La campaña se llamó Business will Live. En medio de la pandemia, donó 1,5 millones de rublos a las fundaciones benéficas que brindan apoyo a las personas pobres y gravemente enfermas, así como a las familias con niños en condiciones de vida difíciles. Parte del dinero se transfirió al sindicato Alianza de Médicos, que proporciona equipos de protección a los trabajadores de la salud.
En marzo de 2021, Ivleeva apareció en la portada de la revista rusa Playboy. La producción y el rodaje fueron realizados por su equipo.
En la primavera de 2021, Ivleeva se convirtió en apóstol de una aplicación benéfica Help, que fue fundada por el actor Nikita Kukushkin y realiza apoyo específico a las personas mayores. En junio de 2021, Nastya será la anfitriona de los MUZ-TV 2021 Music Awards junto con la periodista Ksenia Sobchak y el actor Alexander Revva.

### Apariciones en vídeos musicales
En 2016, Ivleeva protagonizó el video de la canción Rodnaya de Arseny Borodin. En 2017, apareció en el video musical de HammAli & Navai para Do you Want Me to Come? y If You are with Me, de Oleg Miami. Un año más tarde, Ivleeva se unió a Ida Galich en su video Dima, y apareció en Not Fashionable, de Yelena Témnikova, y Drunk Love, de Dima Bilán. En mayo del 2018, hizo una versión del sencillo 360° de Allj.

## Vida personal
Después de mudarse a Moscú, Ivleeva comenzó a salir con Arseny Borodin, líder de la banda Chelsea. Se habían conocido mucho antes, en 2011 en San Petersburgo. En octubre de 2017 se separaron.
El 13 de junio de 2018, Ivleeva reveló a su nuevo novio, el músico Alexey Konstantinovich Uzenyuk, más conocido como Eldzhey (Элджей). En septiembre de 2019 apareció la noticia de su matrimonio. En 2021 se divorciaron.

## Opiniones políticas
En 2019, Ivleeva recibió una prohibición de tres años de viajar a Ucrania debido a su visita a Crimea en 2017, un territorio de Ucrania que ha estado bajo ocupación rusa desde 2014. Más tarde firmó una carta abierta condenando la invasión rusa de Ucrania en 2022.
El 25 de abril de 2024, un tribunal de Moscú le impuso una multa de 50.000 rublos (560 dólares), alegando que sus publicaciones en las redes sociales en las que pedía la paz "desacreditaban a los militares".
En mayo, Ivleeva celebró su 33º cumpleaños en la región ocupada de Dombás. Además, la bloguera declaró que sentía respeto y admiración por el presidente ruso Vladímir Putin; Ivleeva enfatizó que siempre le había gustado el líder ruso y nunca tuvo momentos de ira o resentimiento hacia él.

## Lista de lanzamientos

### AgentShow
| Lista de lanzamientos de AgentShow | Lista de lanzamientos de AgentShow | Lista de lanzamientos de AgentShow                     | Lista de lanzamientos de AgentShow |
| AgentShow                          | N.º                                | Actor(es) invitado(s)                                  | Fecha                              |
| ---------------------------------- | ---------------------------------- | ------------------------------------------------------ | ---------------------------------- |
| AgentShow                          | 1                                  | Regina Todorenko                                       | 25 de julio de 2018                |
| AgentShow                          | 2                                  | Natalia Rudova y Marina Minogarova                     | 1 de agosto de 2018                |
| AgentShow                          | 3                                  | Dima Bilán                                             | 8 de agosto de 2018                |
| AgentShow                          | 4                                  | Anton Ptushkin                                         | 15 de agosto de 2018               |
| AgentShow                          | 5                                  | Pável Pogrebniak y Maria Pogrebnyak                    | 22 de agosto de 2018               |
| AgentShow                          | 6                                  | Ekaterina Varnava                                      | 29 de agosto de 2018               |
| AgentShow                          | 7                                  | Ida Galich y Alan Basiev                               | 5 de septiembre de 2018            |
| AgentShow                          | 8                                  | Aleksandr Revva                                        | 10 de octubre de 2018              |
| AgentShow                          | 9                                  | T-killah y Maria Belova                                | 18 de octubre de 2018              |
| AgentShow                          | 10                                 | Olga Seryabkina                                        | 24 de octubre de 2018              |
| AgentShow                          | 11                                 | Eldar Jarrahov                                         | 31 de octubre de 2018              |
| AgentShow                          | 12                                 | Lilia Abramova (Tatarka FM) y Andréi Borísov (Gan_13_) | 7 de noviembre de 2018             |
| AgentShow                          | 13                                 | Serguéi Lázarev                                        | 14 de noviembre de 2018            |
| AgentShow                          | 14                                 | Trío «Иванов, Смирнов, Соболев»                        | 21 de noviembre de 2018            |
| AgentShow 2.0                      | 1                                  | Feduk                                                  | 13 de marzo de 2019                |
| AgentShow 2.0                      | 2                                  | Sasha Gudkov                                           | 20 de marzo de 2019                |
| AgentShow 2.0                      | 3                                  | Big Russian Boss                                       | 27 de marzo de 2019                |
| AgentShow 2.0                      | 4                                  | HammAli & Navai                                        | 3 de abril de 2019                 |
| AgentShow 2.0                      | 5                                  | Andriy Bednyakov                                       | 10 de abril de 2019                |
| AgentShow 2.0                      | 6                                  | Maksim Galkin                                          | 17 de abril de 2019                |
| AgentShow 2.0                      | 7                                  | Мальбэк & Сюзанна                                      | 24 de abril de 2019                |
| AgentShow 2.0                      | 8                                  | Mijaíl Litvin                                          | 1 de mayo de 2019                  |
| AgentShow 2.0                      | 9                                  | Yuri Muzychenko                                        | 8 de mayo de 2019                  |
| AgentShow 2.0                      | 10                                 | Azamat Musagaliev                                      | 15 de mayo de 2019                 |
| AgentShow 2.0                      | 11                                 | Marianna Ro                                            | 29 de mayo de 2019                 |
| AgentShow 2.0                      | 12                                 | «Импровизация»                                         | 12 de junio de 2019                |
| AgentShow 2.0                      | 13                                 | Shura                                                  | 19 de junio de 2019                |
| AgentShow 2.0                      | 14                                 | Lyubov Uspenskaya                                      | 26 de junio de 2019                |
| AgentShow 2.0                      | 15                                 | Timur Badrutdinov                                      | 3 de julio de 2019                 |
| AgentShow 2.0                      | 16                                 | Oleg Gazmánov                                          | 10 de julio de 2019                |
| AgentShow 2.0                      | 17                                 | Lolita Milyavskaya                                     | 25 de julio de 2019                |
| AgentShow Land                     | 1                                  | Tima Belorusskih                                       | 26 de febrero de 2020              |
| AgentShow Land                     | 2                                  | NILETTO                                                | 4 de marzo de 2020                 |
| AgentShow Land                     | 3                                  | Instasamka                                             | 11 de marzo de 2020                |
| AgentShow Land                     | 4                                  | Yelena Témnikova                                       | 18 de marzo de 2020                |
| AgentShow Land                     | 5                                  | Zivert                                                 | 25 de marzo de 2020                |
| AgentShow Land                     | 6                                  | Migel                                                  | 1 de abril de 2020                 |

### Z.B.S. SHOW
| Lista de lanzamientos de Z.B.S. SHOW | Lista de lanzamientos de Z.B.S. SHOW | Lista de lanzamientos de Z.B.S. SHOW | Lista de lanzamientos de Z.B.S. SHOW |
| Z.B.S. SHOW                          | N.º                                  | Actor(es) invitado(s)                | Fecha                                |
| ------------------------------------ | ------------------------------------ | ------------------------------------ | ------------------------------------ |
| Z.B.S. SHOW                          | 1                                    | Nikolai Baskov                       | 20 de julio de 2020                  |
| Z.B.S. SHOW                          | 2                                    | Даня Милохин                         | 19 de agosto de 2020                 |
| Z.B.S. SHOW                          | 3                                    | Dima Bilán                           | 26 de agosto de 2020                 |
| Z.B.S. SHOW                          | 4                                    | Iliya Prusikin (Little Big)          | 9 de septiembre de 2020              |
| Z.B.S. SHOW                          | 5                                    | Dima Maslennikov                     | 24 de septiembre de 2020             |
| Z.B.S. SHOW                          | 6                                    | АК-47 (banda)                        | 15 de octubre de 2020                |
| Z.B.S. SHOW                          | 7                                    | Roman Kagramavov                     | 21 de octubre de 2020                |
| Z.B.S. SHOW                          | 8                                    | Max +100500                          | 12 de noviembre de 2020              |
| Z.B.S. SHOW                          | 9                                    | Diskoteka Avariya                    | 18 de noviembre de 2020              |
| Z.B.S. SHOW                          | 10                                   | Klava Koka                           | 2 de diciembre de 2020               |

## Filmografía
| Año           | Título                                                   | Rol                                       |
| ------------- | -------------------------------------------------------- | ----------------------------------------- |
| 2016          | Можно ВСЁ!                                               | Prensentadora de televisión               |
| 2017-2020     | Oryol i Reshka                                           | Prensentadora de televisión               |
| 2018-presente | Riverdale                                                | Cheryl (actriz de doblaje)                |
| 2018          | Бабушка лёгкого поведения 2. Престарелые мстители        | Nastya Ivleeva (Presentadora de noticias) |
| 2019          | Oryol i Reshka. Новый год двух столиц. (número especial) | Prensentadora de televisión               |
| 2019          | Tourist Police                                           | Lera                                      |
| 2020          | Cyberpunk 2077                                           | Karina Lee (actriz de doblaje)            |
| 2022          | Monastery                                                | Maria                                     |

## Premios y nominaciones

### Premios
| Año  | Premio                         | Categoría                                | Resultado |
| ---- | ------------------------------ | ---------------------------------------- | --------- |
| 2017 | Premio de la revista «Glamour» | Mujer del Año (Cambio de imagen del año) | Ganadora  |
| 2017 | Premios NeForum                | Viner más brillante de Instagram         | Ganadora  |
| 2018 | Premio «Lady Mail.Ru»          | Mejor Viner («Истина в вайне»)           | Ganadora  |

### Calificaciones
| Año  | Nombre                                                 | Posición  |
| ---- | ------------------------------------------------------ | --------- |
| 2017 | Clasificación «Maxim»: 100 mujeres sexys en Rusia 2017 | 9° puesto |
| 2018 | Clasificación «Maxim»: 100 mujeres sexys en Rusia 2018 | 3° puesto |